# Open Windows
Open Windows és una pel·lícula de suspens espanyol de 2014 dirigida i escrita per Nacho Vigalondo, la seva primera pel·lícula en anglès. El film és protagonitzat per Elijah Wood, Sasha Grey i Neil Maskell.

## Argument
Jill Goddard (Sasha Grey), rebutja sopar amb Nick (Elijah Wood), un fan que ha guanyat una cita amb ella en un concurs per internet. En compensació, un tipus anomenat Chord (Neil Maskell), presentant-se com el cap de campanya de la pel·lícula, ajudarà a Nick a seguir els passos de l'actriu des del seu propi ordinador. Comença un joc en el qual Nick descobrirà que tan sols és un titella més en el pla maníac ideat per Chord.

## Repartiment
- Elijah Wood - Nick Chambers
- Sasha Grey - Jill Goddard
- Neil Maskell - Chord
- Nacho Vigalondo - Richy Gabilondo
- Iván González - Tony
- Scott Weinberg - Don Delano
- Trevante Rhodes - Brian
- Brian Elder - Concursant del Fantastic Fest
- Adam Quintero - Pierre
- Adam J. Reeb - Admirador del Fantastic Fest
- Daniel Pérez Prada - Triop #1
- Jake Clamburg - Triop #2
- Mike McCutchen - Moviegoer
- Jaime Olías - Dave
- Rachel Arieff
- Ulysses Lopez
- Raúl Cimas - supervivent
- Carlos Areces - vigilant
- Michelle Jenner - posseïda #1
- Julián Villagrán - posseït #2

## Producció
Vigalondo es va inspirar en el film de Mike Nichols: Closer per a la seva producció. Segons les seves pròpies paraules durant una entrevista va declarar que tant l'esborrany com el guió va suposar un repte per a les interaccions entre els personatges i els punts de vista de cadascun. El cineasta li va oferir un paper a Woods i a Grey. Aquesta última li va demanar a la seva mánager una còpia d'aquest, a més de conèixer al director, de qui va dir ser una admiradora.
El rodatge va tenir lloc l'última setmana d'octubre de 2012 a Madrid i la resta a Austin, Texas.
L'1 d'abril de 2014 la productora Cinedigm es va fer amb els drets de la pel·lícula per a distribuir-la als Estats Units.

## Recepció
Des de "We Got This Covered" van lloar l'actuació de Wood i Grey, encara que d'altra banda van ser crítics amb la producció: "Open Windows 'spameja' l'audiència amb una sobrecàrrega de desenvolupament sense lògica, com aquests anuncis inútils que diuen 'arreglar els problemes amb una fórmula màgica'". Shock Till You Drop també va ser crítica en considerar la pel·lícula "decebedora".